# 1882 no beisebol

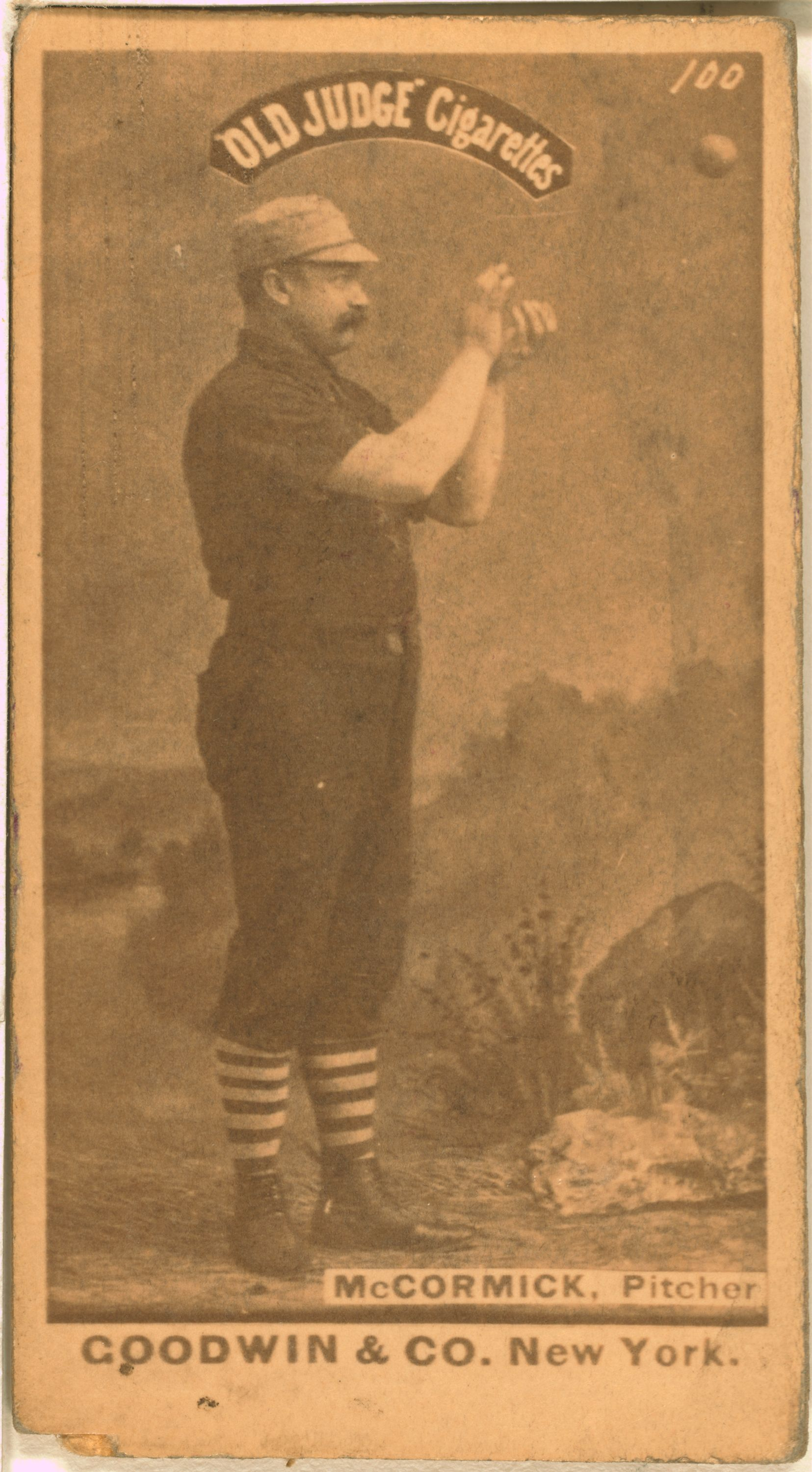
Jim McCormick, foi o líder em vitórias na Liga Americana com 36.

Esta é uma lista de eventos no mundo do beisebol durante o ano de 1882.

## Campeões
- National League: Chicago White Stockings
- American Association: Cincinnati Red Stockings
- League Alliance: New York Metropolitans

Interleague
- Chicago (NL) vs. Cincinnati (AA) empatados em 1 jogo cada
- Chicago (NL) bateu o New York (LA) 2 jogos a 1

## National League- Times e aproveitamento
| Time                    | Vitórias | Derrotas |
| ----------------------- | -------- | -------- |
| Chicago White Stockings | 55       | 29       |
| Providence Grays        | 52       | 32       |
| Boston Red Caps         | 45       | 39       |
| Buffalo Bisons          | 45       | 39       |
| Cleveland Blues         | 42       | 40       |
| Troy Trojans            | 39       | 45       |
| Detroit Wolverines      | 42       | 41       |
| Troy Trojans            | 35       | 48       |
| Worcester Worcesters    | 18       | 66       |

## American Association- Times e aproveitamento
| Time                      | Vitórias | Derrotas |
| ------------------------- | -------- | -------- |
| Cincinnati Red Stockings  | 55       | 25       |
| Louisville Eclipse        | 42       | 38       |
| Philadelphia Athletics    | 41       | 34       |
| Pittsburg Alleghenys      | 39       | 39       |
| St. Louis Brown Stockings | 37       | 43       |
| Baltimore Orioles         | 19       | 54       |

## Líderes

### National League
| National League |                      |             |  |
| Tipo            | Nome                 | Estatística |  |
| AVG             | Dan Brouthers BUF    | 36,8%       |  |
| HR              | George Wood DTN      | 7           |  |
| RBI             | Cap Anson CHC        | 83          |  |
| Vitórias        | Jim McCormick CLV    | 36          |  |
| ERA             | Larry Corcoran CHC   | 1.95        |  |
| Strikeouts      | Charles Radbourn PRO | 201         |  |

### American Association
| American Association |                    |             |  |
| Tipo                 | Nome               | Estatística |  |
| AVG                  | Pete Browning LOU  | 37,8%       |  |
| HR                   | Oscar Walker STL   | 7           |  |
| RBI                  | Hick Carpenter CIN | 67          |  |
| Vitórias             | Will White CIN     | 40          |  |
| ERA                  | Denny Driscoll PIT | 1.21        |  |
| Strikeouts           | Tony Mullane LOU   | 170         |  |

## Nascimentos
- José Borges
- 28 de janeiro – Frank Arellanes
- 31 de janeiro – Rip Williams
- 1º de fevereiro – Joe Harris
- 27 de fevereiro – Art McGovern
- 8 de março – Harry Lord
- 13 de março – Ralph Glaze
- 11 de abril – Bill McCarthy
- 9 de maio – Buck O'Brien
- 16 de maio – Cy Rigler
- 18 de maio – Babe Adams
- 16 de junho – Bobby Keefe
- 7 de julho – George Suggs
- 22 de julho – Dick Wallace
- 2 de agosto – Red Ames
- 18 de agosto – Joe Scotland
- 25 de agosto – Connie McGeehan
- 28 de agosto – Garnet Bush
- 14 de setembro – Bunny Madden
- 17 de setembro – Wildfire Schulte
- 28 de setembro – Denny Sullivan
- 30 de setembro – Gabby Street
- 30 de setembro – Art Hoelskoetter
- 15 de outubro – Charley O'Leary
- 23 de outubro – Birdie Cree
- 29 de outubro – Solly Hofman
- 18 de novembro – Jack Coombs
- 20 de novembro – Andy Coakley
- 1º de dezembro – Ed Reulbach
- 23 de dezembro – George Whiteman

## Mortes
- 10 de abril – William Hulbert, 49, presidente da  Liga Nacional, da qual foi o principal fundador desde 1877 e proprietário e presidente do Chicago White Stockings desde 1875.
- 2 de agosto – Gene Kimball, 31, jogador do Cleveland Forest Citys em 1871.